# Championnats du monde de duathlon cross 2023
Navigation
Édition précédente Édition suivante
Les championnats du monde de duathlon cross 2023 sont organisés par la Fédération internationale de triathlon (World Triathlon). Ils se déroulent à Ibiza au Îles Baléares en Espagne le 3 mai 2023. 

## Palmarès
Les tableaux présentent les podiums des championnats.
| Rang               | Athlète                 | Pays     | Temps           |
| ------------------ | ----------------------- | -------- | --------------- |
| Médaille d'or      | Sébastien Carabin       | Belgique | 1 h 30 min 20 s |
| Médaille d'argent  | Jens Emil Sloth Nielsen | Danemark | 1 h 30 min 54 s |
| Médaille de bronze | Alessandro Saravalle    | Italie   | 1 h 32 min 37 s |

| Rang               | Athlète             | Pays     | Temps           |
| ------------------ | ------------------- | -------- | --------------- |
| Médaille d'or      | Diede Diederiks     | Pays-Bas | 1 h 45 min 41 s |
| Médaille d'argent  | Anna Zehnder        | Suisse   | 1 h 52 min 52 s |
| Médaille de bronze | Eva García Gonzalez | Espagne  | 1 h 55 min 53 s |